# Otto Hönigschmid
Otto Hönigschmid (13.3.1878 tại Hořovice - 14.10.1945 tại München) là nhà hóa học Tiệp Khắc/Áo.

## Học vấn
Hönigschmid học trường Trung học cấp II ở Olomouc, sau đó vào học ở Đại học Karlova tại Praha dưới sự hướng dẫn của Guido Goldschmiedt (người phát hiện ra cấu trúc của papaverine).

## Công trình
Hönigschmid làm việc ở Paris dưới sự hướng dẫn của Henri Moissan (1904-06) và ở Đại học Harvard dưới sự chỉ đạo của Theodore Richards. Ông được habilitation năm 1908. Sau năm 1911 ông làm giáo sư hóa học vô cơ và hóa học phân tích ở Đại học Kỹ thuật Séc tại Praha (České vysoké učení technické v Praze), rồi sau thế chiến thứ nhất ở Đại học Ludwig Maximilian của München. Ông chuyên nghiên cứu về carbide, silicate và đo lường nguyên tử lượng.

## Từ trần
Ông tự tử ngay sau khi người bạn và đồng nghiệp của ông ở Đại học Ludwig Maximilian của München là Hans Fischer tự sát.